# منتخب الأرجنتين لكأس فيد
منتخب الأرجنتين لكأس فيد (بالإسبانية: Equipo de Fed Cup de Argentina)‏ هو ممثل الأرجنتين الرسمي في كرة المضرب في كأس فيد.